# Мировой Гран-при по волейболу 1995
3-й розыгрыш Гран-при — международного турнира по волейболу среди женских национальных сборных — прошёл с 18 августа по 17 сентября 1995 года в 9 городах 7 стран с участием 8 команд. Финальный этап был проведён в Шанхае (Китай). Победителем турнира стала сборная США.

## Команды-участницы
Россия, Германия — по результатам мирового рейтинга среди команд CEV;
Китай, Япония, Южная Корея — по результатам мирового рейтинга среди команд AVC;
Куба, США — по результатам мирового рейтинга среди команд NORCECA;
Бразилия — по результатам мирового рейтинга среди команд CSV.

## Система проведения розыгрыша
На предварительном этапе 8 команд-участниц выступали по туровой системе. В каждом туре (всего их было четыре) команды делились на четвёрки и проводили в них однокруговые турниры. Все результаты шли в общий зачёт. В играх финального этапа, проходившего по круговой системе, участвовали четыре лучшие команды по итогам предварительного этапа.

## Предварительный этап
18 августа — 10 сентября

### Турнирная таблица
| М | Команда     | И  | В  | П  | С/П   | О  |
| - | ----------- | -- | -- | -- | ----- | -- |
| 1 | США         | 12 | 11 | 1  | 35:18 | 23 |
| 2 | Куба        | 12 | 10 | 2  | 31:15 | 22 |
| 3 | Бразилия    | 12 | 8  | 4  | 31:17 | 20 |
| 4 | Китай       | 12 | 8  | 4  | 29:18 | 20 |
| 5 | Южная Корея | 12 | 4  | 8  | 20:25 | 16 |
| 6 | Россия      | 12 | 4  | 8  | 22:29 | 16 |
| 7 | Япония      | 12 | 3  | 9  | 17:29 | 15 |
| 8 | Германия    | 12 | 0  | 12 | 2:36  | 12 |

### 1-й тур
18—20 августа

#### Группа А
Гонолулу
18.08: Куба — Китай 3:1 (13:15, 15:12, 15:11, 15:8); США — Япония 3:1 (16:14, 13:15, 15:8, 15:8).
19.08: Куба — Япония 3:0 (15:5, 16:14, 15:13); США — Китай 3:2 (7:15, 15:6, 16:14, 12:15, 15:13).
20.08: Китай — Япония 3:1 (15:4, 5:15, 15:9, 15:10); Куба — США 3:2 (15:12, 15:7, 14:16, 7:15, 15:7).

#### Группа В
Белу-Оризонти
18.08: Южная Корея — Россия 3:1 (15:9, 15:9, 9:15, 15:11); Бразилия — Германия 3:0 (15:1, 15:8, 15:3).
19.08: Россия — Германия 3:0 (15:5, 15:6, 15:4); Бразилия — Южная Корея 3:0 (15:3, 15:5, 15:10).
20.08: Южная Корея — Германия 3:0 (15:1, 15:4, 16:14); Россия — Бразилия 3:2 (15:11, 7:15, 4:15, 15:9, 18:16).

### 2-й тур
25—27 августа

#### Группа С
Тайбэй
25.08: США — Бразилия 3:2 (10:15, 15:4, 5:15, 15:12, 15:13); Япония — Германия 3:0 (15:4, 15:12, 15:8).
26.08: Бразилия — Япония 3:2 (3:15, 15:11, 12:15, 15:9, 18:16); США — Германия 3:0 (15:4, 15:6, 15:6).
27.08: США — Япония 3:1 (15:10, 13:15, 15:10, 15:10); Бразилия — Германия 3:1 (15:8, 15:10, 13:15, 15:6).

#### Группа D
Джакарта
25.08: Китай — Южная Корея 3:0 (15:9, 15:9, 15:13); Куба — Россия 3:0 (15:12, 15:9, 15:3).
26.08: Куба — Южная Корея 3:1 (15:9, 15:10, 14:16, 15:2); Россия — Китай 3:2 (7:15, 15:5, 13:15, 15:8, 15:12).
27.08: Россия — Южная Корея 3:1 (15:7, 9:15, 15:13, 17:16); Куба — Китай 3:1 (15:10, 15:10, 12:15, 15:9).

### 3-й тур
1—3 сентября

#### Группа Е
Токио
1.09: США — Южная Корея 3:1 (15:11, 14:16, 15:10, 15:5); Япония — Россия 3:1 (15:8, 15:12, 14:16, 15:10).
2.09: Южная Корея — Япония 3:0 (15:7, 15:5, 15:8); США — Россия 3:2 (15:13, 11:15, 15:6, 11:15, 15:13).
3.09: Россия — Южная Корея 3:2 (15:11, 10:15, 4:15, 15:12, 15:11); США — Япония 3:2 (15:7, 12:15, 11:15, 15:13, 18:16).

#### Группа F
Макао
1.09: Куба — Бразилия 3:1 (15:8, 15:10, 4:15, 16:14); Китай — Германия 3:0 (15:4, 15:4, 15:5).
2.09: Бразилия — Германия 3:0 (15:7, 15:1, 15:3); Китай — Куба 3:0 (15:6, 17:16, 15:10).
3.09: Куба — Германия 3:0 (15:10, 15:4, 15:7); Китай — Бразилия 3:2 (9:15, 15:10, 15:10, 8:15, 15:10).

### 4-й тур
8—10 сентября

#### Группа G
Хамамацу
8.09: Куба — Россия 3:2 (7:15, 15:11, 15:4, 2:15, 15:11); Бразилия — Япония 3:0 (15:13, 15:12, 15:8).
9.09: Япония — Россия 3:1 (4:15, 15:10, 15:8, 15:4); Бразилия — Куба 3:1 (15:12, 15:13, 11:15, 15:10).
10.09: Куба — Япония 3:1 (15:4, 16:14, 4:15, 15:6); Бразилия — Россия 3:1 (14:16, 15:5, 15:7, 15:7).

#### Группа H
Пекин
8.09: США — Южная Корея 3:2 (8:15, 9:15, 15:7, 15:9, 15:9); Китай — Германия 3:0 (15:12, 15:9, 15:3).
9.09: США — Германия 3:1 (15:9, 15:8, 9:15, 15:8); Китай — Южная Корея 3:1 (10:15, 15:11, 15:8, 15:3).
10.09: Южная Корея — Германия 3:0 (15:12, 15:1, 15:8); США — Китай 3:1 (7:15, 15:7, 15:8, 15:9).

## Финальный этап
15—17 сентября.  Шанхай.
| М | Команда  | 1   | 2   | 3   | 4   | И | В | П | С/П | О |
| - | -------- | --- | --- | --- | --- | - | - | - | --- | - |
| 1 | США      |     | 3:2 | 3:1 | 3:0 | 3 | 3 | 0 | 9:3 | 6 |
| 2 | Бразилия | 2:3 |     | 3:1 | 3:1 | 3 | 2 | 1 | 8:5 | 5 |
| 3 | Куба     | 1:3 | 1:3 |     | 3:1 | 3 | 1 | 2 | 5:7 | 4 |
| 4 | Китай    | 0:3 | 1:3 | 1:3 |     | 3 | 0 | 3 | 2:9 | 3 |

15.09: США — Куба 3:1 (15:13, 11:15, 15:10, 16:14); Бразилия — Китай 3:1 (15:4, 12:15, 15:12, 15:9).
16.09: Бразилия — Куба 3:1 (14:16, 15:2, 15:11, 15:13); США — Китай 3:0 (16:14, 15:11, 15:12).
17.09: США — Бразилия 3:2 (15:9, 15:10, 4:15, 5:15, 15:12); Куба — Китай 3:1 (11:15, 16:14, 15:8, 16:14).

## Итоги

### Положение команд
| США            |
| Бразилия       |
| Куба           |
| 4. Китай       |
| 5. Южная Корея |
| 6. Россия      |
| 7. Япония      |
| 8. Германия    |

### Призёры
США: Беверли Оден, Тара Кросс-Бэттл, Лори Эндикотт, Элайна Оден, Карен Кемнер, Пола Уайсхофф, Йоко Зеттерлунд, Тоня Уильямс, Тамми Лили, Даниэль Скотт, Элайна Янгз. Главный тренер — Терри Лискевич.
  Бразилия: Фернанда Вентурини, Ана Беатрис Мозер, Ана Флавия Санглард, Ана Маргарида Алварес (Ида), Илма Калдейра, Марсия Кунья, Элия Рожерио ди Соуза (Фофан), Денизе Соуза, Вирна Диас, Лейла Баррос, Жанина Консейсао, Сандра Суруаги. Главный тренер — Бернардо Резенде.
  Куба: Марленис Коста Бланко, Мирея Луис Эрнандес, Лилия Искьердо Агирре, Идальмис Гато Мойя, Раиса О’Фаррилл Боланьос, Регла Белл Маккензи, Регла Торрес Эррера, Таисмари Агуэро Лейва, Ана Ибис Фернадес Валье, Магалис Карвахаль Ривера, Мирка Франсия Васконселос, Марта Санчес Сальфран. Главный тренер — Эухенио Хорхе Лафита.

### Индивидуальные призы
MVP:  Тара Кросс-Бэттл
Лучшая нападающая:  Элайна Оден
Лучшая блокирующая:  Магалис Карвахаль
Лучшая на подаче:  Ана Беатрис Мозер
Самая результативная:  Тара Кросс-Бэттл

## Сборная России
Валентина Огиенко, Наталья Морозова, Елена Батухтина, Елена Година, Татьяна Меньшова, Евгения Артамонова, Елизавета Тищенко, Мария Лихтенштейн, Юлия Тимонова, Татьяна Грачёва, Светлана Василевская, Инесса Емельянова. Главный тренер — Николай Карполь.